# Nils Schomber
Nils Schomber (Neuss, 15 de março de 1994) é um desportista alemão que compete no ciclismo nas modalidades de pista e rota. Ganhou uma medalha de prata no Campeonato Europeu de Ciclismo em Pista de 2014, na prova de perseguição por equipas.
Participou nos Jogos Olímpicos de Verão de 2016, ocupando o 5.º lugar na prova de perseguição por equipas.

## Medalheiro internacional
| Campeonato Europeu | Campeonato Europeu     | Campeonato Europeu | Campeonato Europeu      |
| Ano                | Lugar                  | Medalha            | Competição              |
| ------------------ | ---------------------- | ------------------ | ----------------------- |
| 2014               | Baie-Mahault ( França) | Medalha de prata   | Perseguição por equipas |

## Palmarés
2015
- 1 etapa da Dookoła Mazowsza